# فرنسيسكو موريرا
فرنسيسكو موريرا (29 أبريل 1915 بباريرو في البرتغال - 2 نوفمبر 1991) هو لاعب كرة قدم برتغالي في مركز الوسط. شارك مع منتخب البرتغال لكرة القدم. أما مع النوادي، فقد لعب مع نادي بنفيكا.

## وصلات خارجية
- فرنسيسكو موريرا على موقع قاعدة بيانات كرة القدم.إي يو (الإنجليزية)
- فرنسيسكو موريرا على موقع عالم كرة القدم.نت (الإنجليزية)